# Londres 2012 (jeu vidéo)
Londres 2012 est un jeu sur les Jeux olympiques d'été de 2012, ce jeu est édité par Sega.

## Système de jeu
Le jeu propose diverses épreuves sportives.
| Tir à l'arc - Individuel - Par équipes Plongeon - Tremplin à 3 m - Tremplin à 3 m synchronisé - Haut-Vol à 10 m - Haut-Vol à 10 m synchronisé Natation - 50m nage libre - 100m dos - 100m brasse - 100m papillon - 100m nage libre Gymnastique - Trampoline (homme seulement) - Saut de cheval Tir sportif - Pistolet/ 25 mètres/Vitesse olympique (homme seulement) - Tir au pigeon d'Argile | Athlétisme - 100m (homme seulement) - 110m haies (homme seulement) - 200m (homme seulement) - 400m - Lancer du disque (homme seulement) - Saut en hauteur - Lancer du javelot (homme seulement) - Saut en longueur (homme seulement) - Lancer du poids (homme seulement) - Triple saut (homme seulement) Autres Sports - Beach volley (femme seulement) - Canoë-Kayak – K1 Slalom (homme seulement) - Cyclisme sur piste – Keirin (homme seulement) - Aviron – Un de couple (homme seulement) - Tennis de Table (homme seulement) - Haltérophilie plus de 105 kg (homme seulement) - Tir à l'arc, individuel (femme seulement) |

## Accueil
- Jeuxvideo.com : 14/20[1]